# Muntanyes Philip Smith
Les muntanyes Philip Smith (en anglès Philip Smith Mountains) són una serralada d'Alaska, als Estats Units. Formen part de la serralada Brooks i s'estenen des del riu Sagavanirktok i el riu North Fork Chandalar, al sud-oest, fins al riu Canning i el riu East Fork Chandalar, al nord-est. El punt més alt és l'Accomplishment Peak, de 2.452 metres.
La serralada va rebre el nom el 1950 en honor a Philip Sidney Smith (1877-1949), geòleg en cap d'Alaska de l'USGS entre 1925 i 1946.